# Электрический элемент
Электри́ческий элеме́нт — конструктивно-завершённое, изготовленное в промышленных условиях изделие, способное выполнять свои функции в составе электрических цепей.

## Основные параметры электроэлементов

### Номинальные значения величин
- Номинальное сопротивление Rн или Rном.
- Номинальная ёмкость Cн или Cном.
- Номинальная индуктивность Lн или Lном.

### Класс точности
Допустимое отклонение (или класс точности) характеризует допустимое отклонение величины от номинальной и не является показателем качества электроэлемента. Ряды допустимых отклонений описаны в ГОСТ 9664-61:
±5, ±10 и ±20 являются наиболее часто используемыми.
Пределы допустимых отклонений указываются в процентах от номинальной величины.

### Электрическая прочность
Способность элемента выдерживать электрические нагрузки без потери работоспособности характеризуется следующими параметрами:
- Рабочее напряжение Uраб — это максимальное напряжение, при котором при нормальных условиях элемент может находиться в течение гарантированного срока службы.
- Номинальное напряжение Uн.
- Напряжение пробоя или пробивное напряжение Uпр — это минимальное напряжение, при котором происходит пробой изоляции.
- Испытательное напряжение Uисп показывает максимальное напряжение, в котором элемент может находиться в течение от нескольких секунд до минуты. Используется при перенапряжении.

### Мощность
Номинальная мощность Pн — это максимально допустимая мощность, которую элемент может рассеивать в течение гарантированного срока службы при нормальных условиях. Как правило, этот параметр указывается для резисторов, так как именно они предназначены для поглощения электрической энергии.

### Потери
Потери существуют в любом электрическом элементе:
- Потери на активном сопротивлении.
- Диэлектрические потери на поляризацию из-за несовершенства диэлектрика.
- Потери на сопротивление, носимое различными экранами, сердечниками деталей и т. п.
- Потери, наносимые различными нагрузками.
- Скин-эффект (поверхностный эффект) возникает при переменном токе в прямолинейном проводнике. Он уменьшает эффективную площадь проводимости проводника до кольцевой части поперечного сечения. Возникает вследствие расхождения линий магнитного поля.
- Эффект близости проявляет себя в близкорасположенных проводниках. Вследствие взаимного электрического взаимодействия между носителями заряда в проводниках (например, отталкивающая сила Кулона между электронами) возникает снижение эффективной площади сечения, и потери растут.

Эти потери зависят от частоты, характера проводника и от шероховатости поверхности (удлиняется путь тока и сопротивление растет). Параметры, характеризующие потери:
- Тангенс угла потерь tg δ, где δ — угол диэлектрических потерь. Определяется отношением активной мощности Pа к реактивной Pр при синусоидальном напряжении определённой частоты.
- Добротность Q. Для катушки она обратна tg δ.

Термины добротности и тангенса угла потерь применяются для конденсаторов, индуктивностей и трансформаторов.

### Стабильность
Стабильность параметров — есть способность электроэлемента сохранять свои свойства при воздействии внешних факторов, таких как температурные, механические воздействия (вибрация, удары), нестандартные климатические условия (повышенная температура, влажность или давление окружающей среды) и др.

#### Температурные воздействия
Температурные воздействия делятся на обратимые и необратимые. Непосредственно изменение характеристик элемента описывается температурными коэффициентами: ТКХ показывает изменение параметра Х при увеличении температуры T на один градус.
{\displaystyle \alpha _{X}={\frac {dX}{X{dT}}}}.
- Температурный коэффициент сопротивления или ТКС

{\displaystyle \alpha _{R}={\frac {dR}{R{dT}}}}
- Температурный коэффициент ёмкости или ТКЕ

{\displaystyle \alpha _{C}={\frac {dC}{C{dT}}}}
- Температурный коэффициент индуктивности или ТКИ

{\displaystyle \alpha _{L}={\frac {dL}{L{dT}}}}
В дополнение можно привести пример необратимого изменения параметра. Подобные изменения могут происходить по различным причинам, таким как старение или же нарушение условий эксплуатации.
- ТКНЕ — необратимое изменение ёмкости {\displaystyle TKHE={\frac {dL}{L}}},

где dT — приращение температуры, R — сопротивление, C — ёмкость, L — индуктивность.

#### Механические воздействия
Механические воздействия на электроэлемент приводят к катастрофическим отказам или вызывать нарушение герметичности. Отношение электроэлемента к механическим вибрациям характеризуется следующими свойствами:
- Вибропрочность — свойство электроэлемента противостоять разрушающему воздействию вибрации и после длительного воздействия сохранять способность к выполнению своих функций.
- Виброустойчивость — способность электроэлемента выполнять свои функции в условиях вибрации. Наиболее опасен резонанс.

### Надёжность
Надёжность — это свойство элемента выполнять все заданные функции в течение требуемого времени при определенных условиях эксплуатации, и сохранение основных параметров в пределах заданных допусков. Надёжность характеризуется:
- Гарантийным сроком службы.
- Интенсивностью отказов λ(t), то есть отношением количества элементов n, отказавших в течение времени Δt, к произведению количества элементов n, работоспособных к началу промежутка, на длительность этого промежутка Δt. {\displaystyle \lambda (t)={\frac {\Delta n}{N_{n-1}{\Delta t}}}} Для уменьшения интенсивности отказов можно использовать облегченный режим работы элементов.
- Вероятностью безотказной работы.